# Michael von Manteuffel
Michael von Manteuffel, auch Michell Manteufeln, (* ~ 1572; † 1625) war kurländischer Kanzler und Oberrat.

## Leben

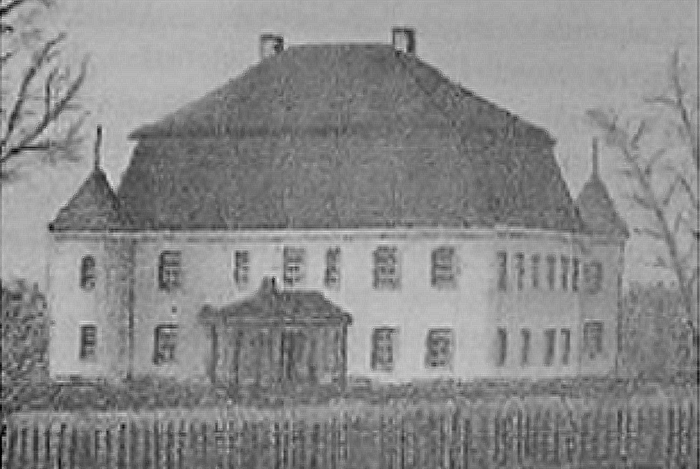
Schloss Kerklingen

Michael von Manteuffel war Angehöriger der hinterpommerschen Adelsfamilie Manteuffel aus dem Hause Schönwerder (Skowarnki). Der aus Pommern stammende Adlige siedelte Ende des 16. Jahrhunderts von Pommern nach Kurland über, wo er als herzoglicher Rat und Kanzler (ab 1606) des Friedrich Kettler, Herzog von Kurland und Semgallen, Abgesandter in Polen war. Mit Berufung auf Bestimmungen der Jahre 1568 und 1570 hatte der Herzog von Kurland das Recht, nicht nur einheimische, sondern auch ausländische Adelige in das Kanzleramt zu berufen.
Als Kanzler war er 1593 bevollmächtigter Vertreter Kurlands im Warschauer Reichstag. Gemeinsam mit Jacob von Schwerin trat er als Abgesandter der Herzogin Wittwe zu Curland und Mecklenburg, Anna von Mecklenburg-Güstrow und ihrer beiden Söhne Friedrich und Wilhelm Kettler, bei Verhandlungen mit dem Herzog Adam Wenzel zu Teschen auf. Angewiesen von Herzogs Friedrich konsultierte er im selben Jahr Herzog Ulrich III. zu Mecklenburg. Zudem entsandte er Michael von Manteuffel in das Gebiet von Dünaburg, um mit der Bildung einer Kommission zu anstehenden territorialen Verhandlungen zwischen dem Herzogtum Kurland und dem Großfürstentum Litauen, besser vorbereitet zu sein.
Zwischen den Jahren 1591 und 1596 wurde er von den Herzögen Friedrich und Wilhelm von Kurland mit den Gütern Dobelsberg und Kerklingen (Ķerkliņi) in Kurland nach polnischer Bestätigung mit dem Privilegium Sigismundi Augusti für altadelige Lehngüter belehnt. Mit Kerklingen übernahm er ein kleines Schloss, das ursprünglich als Wehrbau errichtet und vermutlich im 17. Jahrhundert umgebaut wurde. Zu Beginn des 17. Jahrhunderts schenkten ihm die Herzöge Teile des Missischen Gutes, daraus entstand später Adlig-Mißhof (Dzerumu Muiža). Im Jahr 1605 wird Grafenthal (Gravenderi) in Kurland an den fürstlichen Rat Michael von Manteuffel verkauft.
1623 erwarb er von Georg von Meerfeldt das Rittergut in Groß-Platon, an dem ein Jahr später bereits Wilhelm Johann Meerfeldt Ansprüche gegenüber dem Kanzler Michael von Manteuffel auf Grund verpfändeter Forderungen geltend machte. Im darauffolgenden Jahr verschrieb er den Besitz an seinen Schwiegersohn Heinrich von Plettenberg aus Linden. Als Ritterbankrichter der 1. Klasse war er seit dem 17. Oktober 1620 in den Rittermatrikeln von Kurland verzeichnet (Nr. 2 von 18).

## Familie
Um 1587 vermählte sich Manteuffel mit Margaretha von Schroeders. 1598 folgte seine zweite Heirat mit Sibylla von Klopmann, Tochter des Philipp von Klopmann (auch Klockmann), Kommissarius des Herzog Gotthard Kettler. Schließlich vermählte sich Manteuffel vor 1605 ein drittes Mal mit Catharina von Nettelhorst. Mit ihr hatte Michael zwei Töchter, die auf die Namen der Ehefrauen der Landesfürsten Wilhelm (Sophie von Preußen, 1582–1610) und Friedrich (Elisabeth Magdalena von Pommern-Wolgast) Kettler getauft waren:
1. Sophie von Manteuffel a.d.H. Schönwerder (* ~ 1606), Erbin von Dobelsberg und Kerklingen, ⚭ 1623 Heinrich Dönhoff (1585–1659), königlich polnischer Hofjunker, Sekretär, Kammerherr, Kommissar in Kurland, Gesandter in Dänemark, Starost von Ermes sowie Titular-Kastellan von Dorpat und Titular-Woiwode von Parnawski, schließlich Senator.[7]
2. Elisabeth von Manteuffel a.d.H. Schönwerder (* ~ 1610), Erbin von Grafenthal, Schönwerder und Mißhof, ⚭ 1625 Heinrich von Plettenberg († 1658).